# Hollersbach im Pinzgau
Hollersbach im Pinzgau település Ausztriában, Salzburg tartományban a Zell am See-i járásban található. Területe 76,89 km², lakosainak száma 1 120 fő, népsűrűsége pedig 15 fő/km² (2014. január 1-jén). A település 806 méteres tengerszint feletti magasságban helyezkedik el.
A település részei:
- Arndorf (0 fő, 2011. október 31-én[3])
- Grubing (187)
- Hollersbach im Pinzgau (314)
- Jochberg (119)
- Lämmerbichl (32)
- Reitlehen (455)
- Rettenbach (9)

## Fordítás
Ez a szócikk részben vagy egészben  a   Hollersbach im Pinzgau című angol Wikipédia-szócikk ezen változatának fordításán alapul.  Az eredeti cikk szerkesztőit annak laptörténete sorolja fel. Ez a jelzés csupán a megfogalmazás eredetét és a szerzői jogokat jelzi, nem szolgál a cikkben szereplő információk forrásmegjelöléseként.